# Tennessee orientale

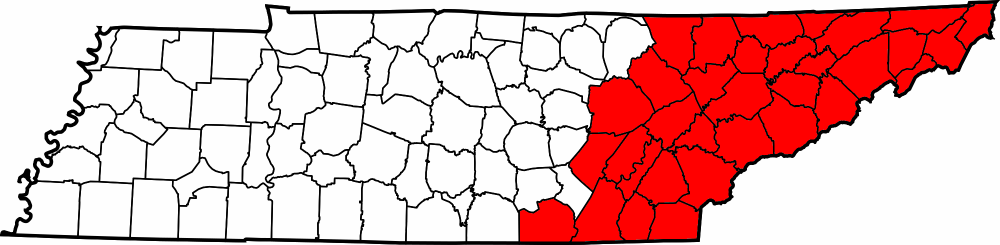
La mappa del Tennessee orientale

Il Tennessee orientale (East Tennessee in inglese) comprende circa il terzo orientale dello Stato del Tennessee, una delle tre grandi divisioni del Tennessee definite dalla legge statale. Il Tennessee orientale comprende 33 contee, 30 situate all'interno della Eastern Time Zone e tre contee nella Central Time Zone, vale a dire Bledsoe, Cumberland e Marion. Il Tennessee orientale è interamente situato all'interno degli Appalachi, sebbene le forme del terreno spazino dalle montagne di 6.000 piedi (1.800 m) a vaste valli fluviali. La regione contiene le principali città di Knoxville, Chattanooga e Johnson City, rispettivamente la terza, la quarta e la nona città del Tennessee.
Il Tennessee orientale è sia geograficamente che culturalmente parte dell'Appalachia, ed è stato incluso - insieme alla Carolina del Nord occidentale, la Georgia settentrionale, il Kentucky orientale, la Virginia sud-occidentale e lo Stato della Virginia Occidentale - in tutte le principali definizioni della regione Appalachiana dall'inizio del XX secolo. Il Tennessee orientale ospita il parco nazionale più visitato della nazione, il Great Smoky Mountains National Park, e centinaia di aree ricreative più piccole. Il Tennessee orientale è spesso chiamato il luogo di nascita della musica country. Oak Ridge è stato il sito delle prime operazioni dell'uranio arricchito al mondo che hanno aperto la strada all'era atomica.  La Tennessee Valley Authority, creata per stimolare lo sviluppo economico e contribuire a modernizzare l'economia e la società della regione, ha le sue operazioni amministrative con sede a Knoxville e le sue operazioni energetiche con sede a Chattanooga.